# Тироль (футбольный клуб, Ваттенс)
«Тироль» (нем. Wattener Sportgemeinschaft Tirol) — австрийский профессиональный футбольный клуб из города Ваттенс, основанный в 1930 году и выступающий в австрийской Бундеслиге. Домашние матчи проводит на стадионе «Тиволи Штадион Тироль», вмещающем 16 008 зрителей и расположенном в городе Инсбрук.

## Достижения
- Победитель Второй лиги Австрии: 2018/19
- Победитель Второй лиги Австрии (Запад): 1968
- Победитель Третьей лиги Австрии (Запад): 1989, 1995, 1999, 2003, 2016